# Ricania hewitti
Ricania hewitti är en insektsart som beskrevs av William Lucas Distant 1910. Ricania hewitti ingår i släktet Ricania och familjen Ricaniidae. Inga underarter finns listade i Catalogue of Life.